# Gran Premi de Bèlgica del 2008
La cursa del Gran Premi de Bèlgica de Fórmula 1 és la tretzena cursa de la temporada 2008 i s'ha disputat al Circuit de Spa-Francorchamps, prop de Spa, el 7 de setembre del 2008.

## Qualificació per la graella
| Pos | No | Pilot                | Constructor           | Part 1   | Part 2   | Part 3   | Pos. final |
| --- | -- | -------------------- | --------------------- | -------- | -------- | -------- | ---------- |
| 1   | 22 | Lewis Hamilton       | McLaren - Mercedes    | 1:46.887 | 1:46.088 | 1:47.338 | 1          |
| 2   | 2  | Felipe Massa         | Ferrari               | 1:46.873 | 1:46.391 | 1:47.678 | 2          |
| 3   | 23 | Heikki Kovalainen    | McLaren - Mercedes    | 1:46.812 | 1:46.037 | 1:47.815 | 3          |
| 4   | 1  | Kimi Räikkönen       | Ferrari               | 1:46.960 | 1:46.298 | 1:47.992 | 4          |
| 5   | 3  | Nick Heidfeld        | BMW Sauber            | 1:47.419 | 1:46.311 | 1:48.315 | 5          |
| 6   | 5  | Fernando Alonso      | Renault               | 1:47.154 | 1:46.491 | 1:48.504 | 6          |
| 7   | 10 | Mark Webber          | Red Bull - Renault    | 1:47.270 | 1:46.814 | 1:48.736 | 7          |
| 8   | 4  | Robert Kubica        | BMW Sauber            | 1:47.093 | 1:46.494 | 1:48.763 | 8          |
| 9   | 14 | Sébastien Bourdais   | Toro Rosso - Ferrari  | 1:46.777 | 1:46.544 | 1:48.951 | 9          |
| 10  | 15 | Sebastian Vettel     | Toro Rosso - Ferrari  | 1:47.152 | 1:46.804 | 1:50.319 | 10         |
| 11  | 11 | Jarno Trulli         | Toyota                | 1:47.400 | 1:46.949 |          | 11         |
| 12  | 6  | Nelson Piquet Jr.    | Renault               | 1:47.052 | 1:46.965 |          | 12         |
| 13  | 12 | Timo Glock           | Toyota                | 1:47.359 | 1:46.995 |          | 13         |
| 14  | 9  | David Coulthard      | Red Bull - Renault    | 1:47.132 | 1:47.018 |          | 14         |
| 15  | 7  | Nico Rosberg         | Williams - Toyota     | 1:47.503 | 1:47.429 |          | 15         |
| 16  | 17 | Rubens Barrichello   | Honda                 | 1:48.153 |          |          | 16         |
| 17  | 16 | Jenson Button        | Honda                 | 1:48.211 |          |          | 17         |
| 18  | 20 | Adrian Sutil         | Force India - Ferrari | 1:48.226 |          |          | 18         |
| 19  | 8  | Kazuki Nakajima      | Williams - Toyota     | 1:48.268 |          |          | 19         |
| 20  | 21 | Giancarlo Fisichella | Force India - Ferrari | 1:48.447 |          |          | 20         |

## Cursa
| Pos | No | Pilot                | Constructor           | Voltes | Temps / Retirada     | Graella | Punts |
| --- | -- | -------------------- | --------------------- | ------ | -------------------- | ------- | ----- |
| 1   | 2  | Felipe Massa         | Ferrari               | 44     | 1: 22: 59. 394       | 2       | 10    |
| 2   | 3  | Nick Heidfeld        | BMW Sauber            | 44     | + 9.383 s            | 5       | 8     |
| 3   | 22 | Lewis Hamilton¹      | McLaren - Mercedes    | 44     | + 10.539 s           | 1       | 6     |
| 4   | 5  | Fernando Alonso      | Renault               | 44     | + 14.478 s           | 6       | 5     |
| 5   | 15 | Sebastian Vettel     | Toro Rosso - Ferrari  | 44     | + 14.576 s           | 10      | 4     |
| 6   | 4  | Robert Kubica        | BMW Sauber            | 44     | + 15.037 s           | 8       | 3     |
| 7   | 14 | Sébastien Bourdais   | Toro Rosso - Ferrari  | 44     | + 16.735 s           | 9       | 2     |
| 8   | 10 | Mark Webber          | Red Bull - Renault    | 44     | + 42.776 s           | 7       | 1     |
| 9   | 12 | Timo Glock²          | Toyota                | 44     | + 1:07.045 min.      | 13      |       |
| 10  | 23 | Heikki Kovalainen    | McLaren - Mercedes    | 43     | Caixa canvi (a 1 v.) | 3       |       |
| 11  | 9  | David Coulthard      | Red Bull - Renault    | 43     | + 1 Volta            | 14      |       |
| 12  | 7  | Nico Rosberg         | Williams - Toyota     | 43     | + 1 Volta            | 15      |       |
| 13  | 20 | Adrian Sutil         | Force India - Ferrari | 43     | + 1 Volta            | 18      |       |
| 14  | 8  | Kazuki Nakajima      | Williams - Toyota     | 43     | + 1 Volta            | 19      |       |
| 15  | 16 | Jenson Button        | Honda                 | 43     | + 1 Volta            | 17      |       |
| 16  | 11 | Jarno Trulli         | Toyota                | 43     | + 1 Volta            | 11      |       |
| 17  | 21 | Giancarlo Fisichella | Force India - Ferrari | 43     | + 1 Volta            | 20      |       |
| 18  | 1  | Kimi Räikkönen       | Ferrari               | 42     | Virolla (a 2 v.)     | 4       |       |
| Ret | 17 | Rubens Barrichello   | Honda                 | 19     | Caixa canvi          | 16      |       |
| Ret | 6  | Nelson Piquet Jr.    | Renault               | 13     | Virolla              | 12      |       |

## Altres
- Volta ràpida: Kimi Räikkönen 1'47.930 (Volta 24)

- Pole: Lewis Hamilton 1: 47. 338

| Anterior G.P.: Gran Premi d'Europa del 2008   | FIA 2008 Fórmula 1 Campionat mundial | Següent G.P.: Gran Premi d'Itàlia del 2008   |
| Anterior G.P.: Gran Premi de Bèlgica del 2007 | Gran Premi de Bèlgica                | Següent G.P.: Gran Premi de Bèlgica del 2009 |